# Montipora lobulata
Montipora lobulata là một loài san hô trong họ Acroporidae. Loài này được Bernard mô tả khoa học năm 1897.